# Carnival Magic (schip, 2011)
De Carnival Magic is een cruiseschip van Carnival Cruise Lines en behoort tot de Dreamklasse. De Magic is het nieuwste schip van de rederij, totdat een nieuw zusterschip, de Carnival Breeze, zijn intrede doet. Samen met de Carnival Dream is de Magic het grootste schip van de rederij en ze zijn daardoor de twee vlaggenschepen.

## Ontwerp

### Concept en construcie

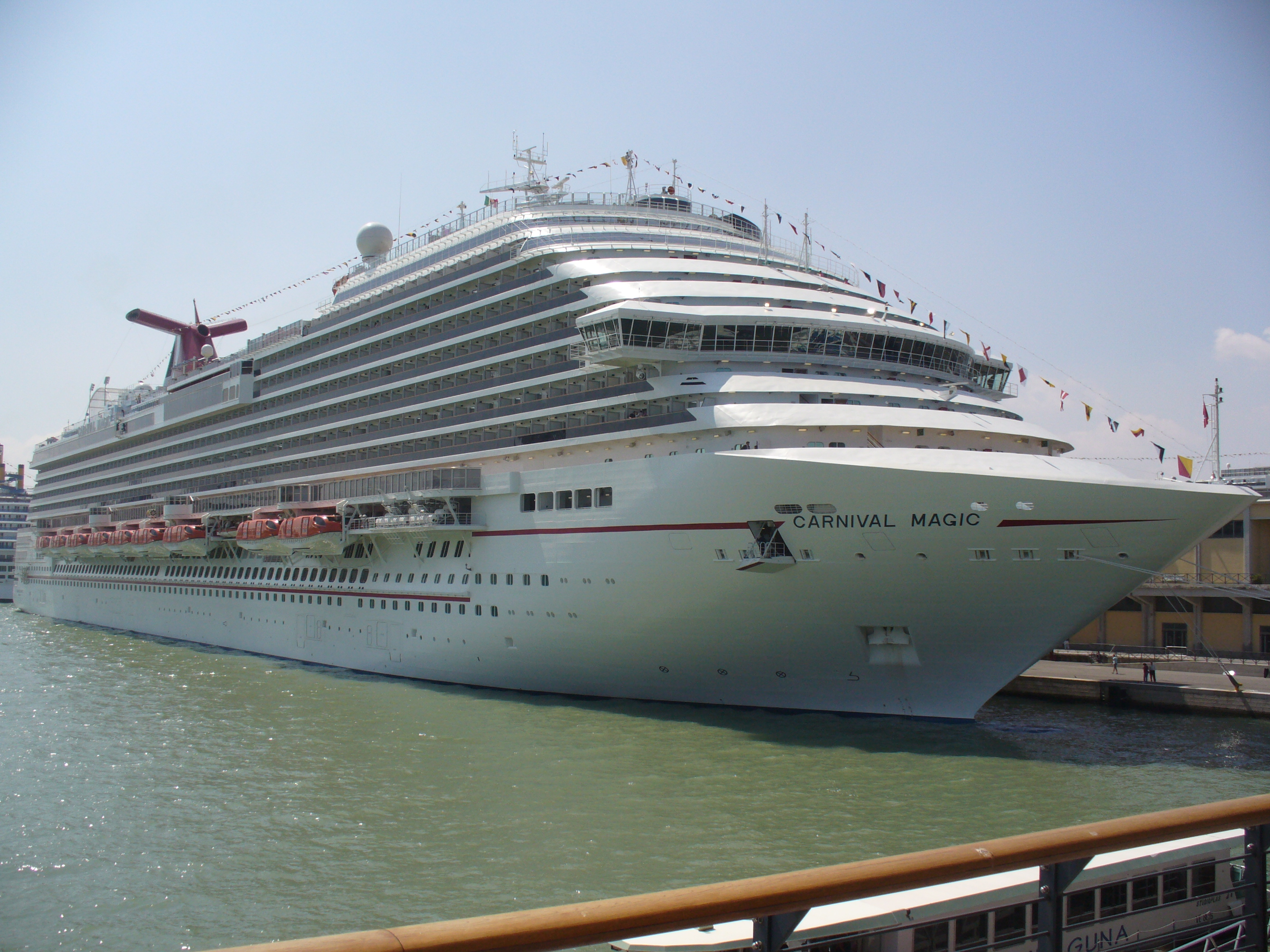
De Carnival Magic in Venetië

De Carnival Magic beschikt over 1845 kajuiten, 12 meer dan de Carnival Dream. Met 746 bemanningskajuiten kan de Magic meer dan 5400 passagiers herbergen. Het schip verliet op 27 augustus 2010 het droogdok.
Een groot verschil tussen de Magic en de Dream is het aantal reddingsboten. De Magic heeft 18 grote reddingsboten, terwijl de Dream er 30 kleinere heeft. Ook heeft de Magic vooraan een groter tuigage dan de Dream.